# Gail Dines
Gail Dines (29 de julio de 1958) es una socióloga estadounidense. Es la presidenta y directora general de Culture Reframed. Es profesora emérita de Sociología y Estudios de la Mujer del Wheelock College, de Boston. Recibió el Premio del Centro Myers, Myers Center Award for the Study of Human Rights in North America.

## Biografía
Gail Dines es profesora de Sociología y Estudios sobre la Mujer en el Wheelock College de Boston, donde también es presidenta del departamento. Lleva más de veinte años investigando y escribiendo sobre la industria del porno.
Se dedica a investigar y escribir sobre la industria del sexo y la violencia sexual. Es fundadora y presidenta de Culture Reframed, una ONG que utiliza un enfoque de salud pública para crear resistencia al impacto de la pornografía y la cultura de la hipersexualización. Ha creado un conjunto de herramientas gratuitas en línea llamados Programa para padres de preadolescentes y Programa para padres de adolescentes para ayudar a los padres a criar hijos resistentes al porno.
Dines escribe artículos relacionados con la sexualidad y la pornografía. Colabora con diversos medios como The Guardian, o The Huffington Post.
Es invitada habitual en programas de ABC, MSNBC, CNN, BBC, CBC, FOX y National Public Radio. Ha aparecido en The New York Times, Time, Newsweek, Vogue, Marie Claire y Cosmopolitan.
En 2013, fue perito experta del Departamento de Justicia contra la industria de la pornografía en el caso Free Speech Coalition vs Eric Holder #10-4085.

## Libros
- Pornland: How Porn has Hijacked our Sexuality, traducido a cuatro idiomas.[14][15]
- Gender, Race and Class in Media.[16]

## Documentales
- Beyond Killing Us Softly: The Strength to Resist.[17]
- Mickey Mouse Monopoly.[18]
- The Price of Pleasure: Pornografía, sexualidad y relaciones.[19]